# Anton Webercus
Anton Webercus (eigentlich Weberous) ist eine erfundene Person, die es als Fake in die Allgemeine Deutsche Biographie geschafft hatte.
Der 1896 von Hermann Arthur Lier geschriebene kurze Artikel hat folgenden Wortlaut:
Webercus: Anton W., eigentlich Weber, geboren in Stuttgart am 1. Januar 1701, † ebendaselbst am 1. April 1803, ein Abenteurer, der sich durch seine Größe und Stärke auszeichnete und durch seine eigenthümlichen Lebensschicksale nicht ohne Interesse ist. Er lebte in untergeordneten Stellungen an den Höfen von Stuttgart, Berlin, Petersburg, Wien und Paris, wo er wegen seiner Körperlänge Aufsehen erregte und starb schließlich in dem seltenen Alter von 103 Jahren in dürftigen Verhältnissen.
Als Quelle gab Lier die ausführliche Darstellung in Constantin von Wurzbachs Biographischem Lexikon des Kaisertums Österreich an, die sich wiederum auf Jakob Otzen Hansens Der Riese von Stuttgart (in: Das Buch für Alle, Stuttgart 1880/81, Heft 9, S. 210 ff.) bezog. Der längst vergessene Buchhändler und Bibliothekar Hansen war bekannt für seine unzähligen Novellen und Erzählungen, die er in vielen Unterhaltungszeitschriften veröffentlichte.
Der Text stammt aber letztendlich aus der Stuttgarter Stadt-Glocke, die von 1844 bis 1848 erschien und für ihre erfundenen Sagen bekannt ist. Der Buchdrucker Johann Gottlieb Munder, Herausgeber der Zeitschrift, oder sein Bruder, der Pfarrer Wilhelm Friedrich Munder gelten als Urheber der meist in Fortsetzungen erschienenen, zahlreichen Erzählungen. Das angebliche Tagebuch eines Hundertjährigen wurde später mehrfach nachgedruckt.
Klaus Graf kommentiert in seinem Buch Sagen rund um Stuttgart (1995):
„In der Tat bot Munders Blatt spannende Unterhaltung und historische Belehrung, indem es lange Fortsetzungs-Erzählungen ‚meist örtlichen und vaterländisch-historischen Inhalts‘ präsentierte. Den Auftakt machte das Tagebuch eines Hundertjährigen, das sich als Beitrag zur Sittengeschichte des 18. Jahrhunderts, besonders in Württemberg, ausgab und die wichtigsten Ereignisse des Jahrhunderts in Form eines Erlebnisberichts Revue passieren ließ. Sein angeblicher Autor, Anton Weberous, hat sogar in ein sonst grundsolides Sammelwerk, in die ‚Allgemeine Deutsche Biographie‘ Eingang gefunden. In Wirklichkeit handelt es sich nicht um eine zeitgeschichtliche Quelle, sondern um einen erfundenen Text. Damals waren solche historisch-patriotischen Erzählungen aus der ‚Vorzeit‘ eine überaus beliebte und gerngelesene Gattung. Lebendiger als trockene Geschichtsbücher, führten sie in alte Zeiten zurück und stillten das Bedürfnis des Publikums nach der Darstellung anrührender menschlicher Schicksale. Daß es seine Leser in den April geschickt hatte, gibt das ‚Tagebuch‘ übrigens am Schluß augenzwinkernd selbst zu verstehen. Der Protagonist Weberous stirbt an einem 1. April beim Abzählen einer Bestellung von 500 Stück Waschklämmerlein.“
Anzumerken ist, dass der fiktive Webercus (Weberous) als angeblicher Augenzeuge auch von der Hinrichtung des Joseph Süß Oppenheimer erzählt. Laut der Historikerin Barbara Gerber zeuge diese Schilderung von beginnendem Wandel der Einschätzung Süß Oppenheimers im Lande Württemberg.